# Málta a 2014. évi téli olimpiai játékokon
Málta az oroszországi Szocsiban megrendezett 2014. évi téli olimpiai játékok egyik részt vevő nemzete volt. Az országot az olimpián 1 sportágban 1 sportoló képviselte, aki érmet nem szerzett. Málta először vett részt a téli olimpiai játékokon.

## Alpesisí
Női
| Versenyző       | Versenyszám      | 1. futam | 1. futam | 2. futam | 2. futam | Összesítés | Összesítés |
| Versenyző       | Versenyszám      | Idő      | Hely.    | Idő      | Hely.    | Idő        | Helyezés   |
| --------------- | ---------------- | -------- | -------- | -------- | -------- | ---------- | ---------- |
| Élise Pellegrin | Műlesiklás       | 1:07,10  | 52.      | 1:02,73  | 39.      | 2:09,83    | 42.        |
| Élise Pellegrin | Óriás-műlesiklás | 1:36,85  | 72.      | 1:36,27  | 64.      | 3:13,12    | 65.        |